# Teodolit

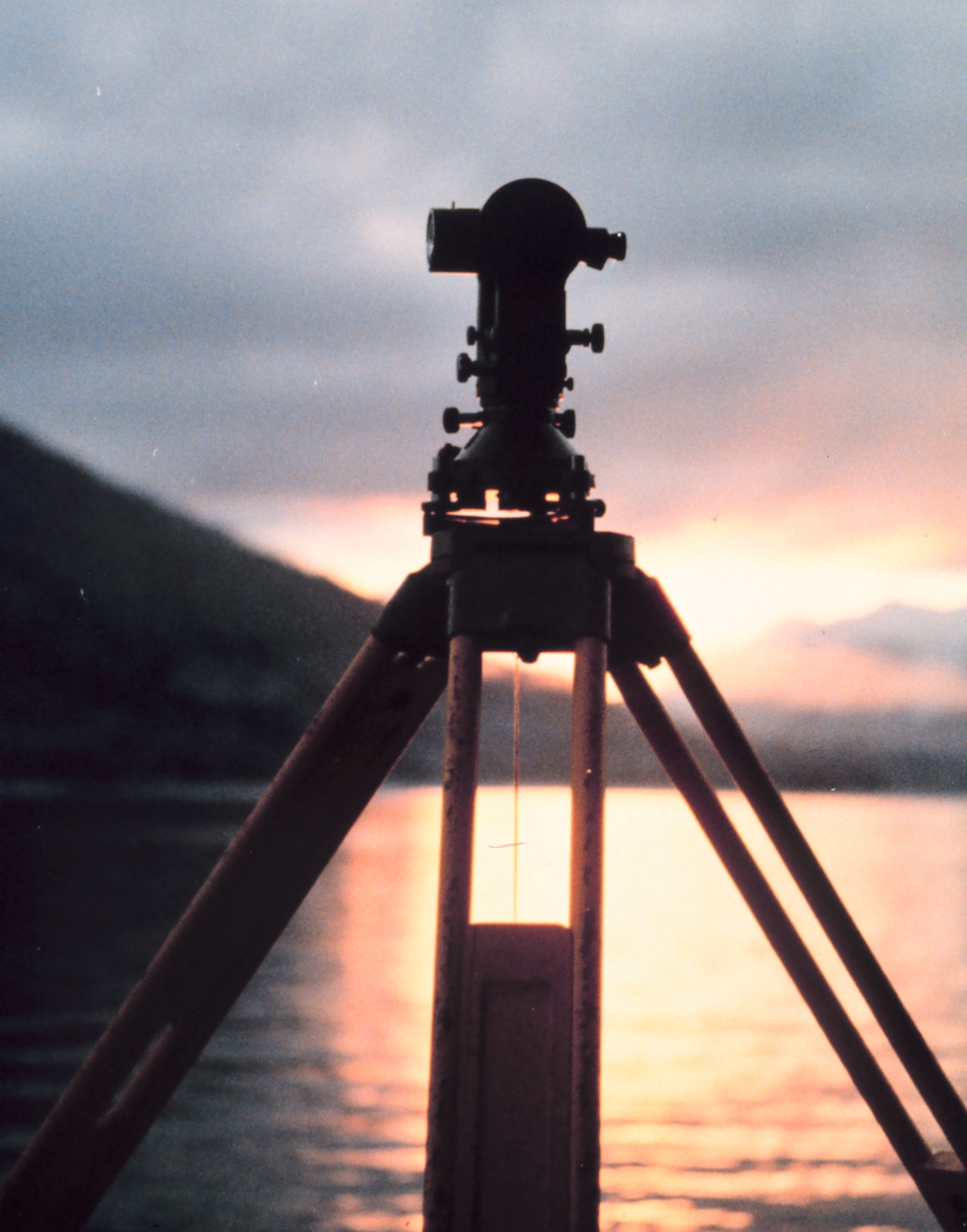
Wild T-2 típusú teodolit

A teodolit mérőműszer, ami vízszintes és függőleges szögek precíz mérésére alkalmas.
Elsősorban a geodézia és a csillagászat használja. Két, egymásra merőleges tengely mentén forgatható távcsőből, illetve egy háromágú lábazatból (műszerállványból) áll.

## Használata
A teodolit szögmérő műszer, két megirányzott pont közti szögtávolságot mér. Ahol a leolvasó berendezés nullázható, közvetlenül leolvasható, egyéb esetekben a két leolvasás különbsége adja a szögtávolságot. A teodolit alapvetően a háromszögeléshez kifejlesztett műszer, amely azt használja ki, hogy a háromszög két szög és egy távolság ismeretében megrajzolható, koordinátái kiszámíthatóak. Általában két ismert koordinátájú pontról a meghatározandó pontra mért két szögtávolságon alapul.
Tisztán szögmérésen alapuló módszer a hátrametszés, melynek során három ismert koordinátájú pont szögtávolságai alapján az álláspont koordinátái számíthatók ki.
A teodolit szögmérései mellett távolságmérésre is szükség van. Ha a távolságmérés a szögméréssel egyidejűleg komolyabb nehézség nélkül megoldható, akkor általában poláris mérésre használják. A poláris mérés során ismert pontról egy másik ismert pontra mért tájékozó irány segítségével – némi számolás segítségével – közvetlen koordinátamérés valósítható meg. Ha a poláris mérést két ismert pontról egy távolságméréssel kezdjük, akkor külpontos mérésről beszélünk. Ha a poláris mérést az új ismert pontokról a korábbi ismert pontra visszamérve végezzük, az a sokszögelés.

## A teodolit fő szerkezeti részei
- Műszerállvány
  - Műszerállvány fejezet
  - Összekötőcsavar
  - Lemezke
  - Szívcsavar
  - Taposósaru
- Műszertalp
  - Talpcsavar
  - Talplemez
  - Az összekötőcsavar anyája
- Alhidádé
  - Magassági kör
  - Vízszintes/magassági kötőcsavar
  - Vízszintes/magassági paránycsavar
  - Kötő- és paránycsavarok
  - Magassági kör
  - Geodéziai távcső
    - Okulár
    - Képállító összetett lencse
    - Képfordító- és tükrözőprizma-rendszer
    - Diafragma gyűrű az igazító csavarokkal
    - Okulár lencse

  - Libellák
    - Csöves libella
    - Szelencés libella

  - Leolvasó berendezés
  - Optikai vetítő

## A teodolit tartozékai
- Műszerdoboz
- Kényszerközpontosító
- Bázisléc
- Objektívprizma
- Tört okulár
- Műszeralátét

## Giro teodolit
Olyan műszer, ami a föld forgását észlelve megállapítja a föld forgástengelyének irányát. Így a földfelszín alatt – ahol nincs alappont-ellátottság és a GPS-jelek sem foghatóak – is elvégezhető a műszer tájékozása (például alagút építése során).

## Tachiméter
Tachimetriára (távolságmérésre) a teodolit segéd szálkeresztjeivel volt mód. A leolvasott értéket kompenzálni (cosinus*) kellett, ha a mérés nem vízszintes síkban történt.
A redukáló tachiméter olyan teodolit, amelyben a keresőképbe vetített függvény segítségével a távolság bizonyos pontossággal a mérőlécen közvetlenül leolvasható. A Magyar Optikai Művekben (MOM) volt egy világszabadalom, (BEZZEGH LÁSZLÓ (1961): A MOM Ta-D1 kördiagram tahiméter) amelyik a tachiméterbe vetített függvényt üvegre karcolt körből állította elő, ezáltal a gyártás egyszerű és pontos lehetett.
Újabban a teodolitra illesztett lézer távmérő oldja meg a távolságmérést.

## Mérőállomás
A mai méréstechnikában a teodolithoz kapcsolt lézertávmérőt és számítógépet együtt mérőállomásként használják. A mérőállomások adatfeldolgozásra készen rögzítik a mért adatokat.

## Lézerszkenner
A lézerszkenner olyan mérőállomás, amely automatikusan adathordozóra tárolja a kijelölt szegmensen belüli, az állomás által látott és lézeres távméréssel elérhető pontok adatait. A nagyszámú, akár másodpercenként több tízezer geodéziai pontosságú mérés adatai számítógéppel feldolgozhatóak.